# Claude Barbier

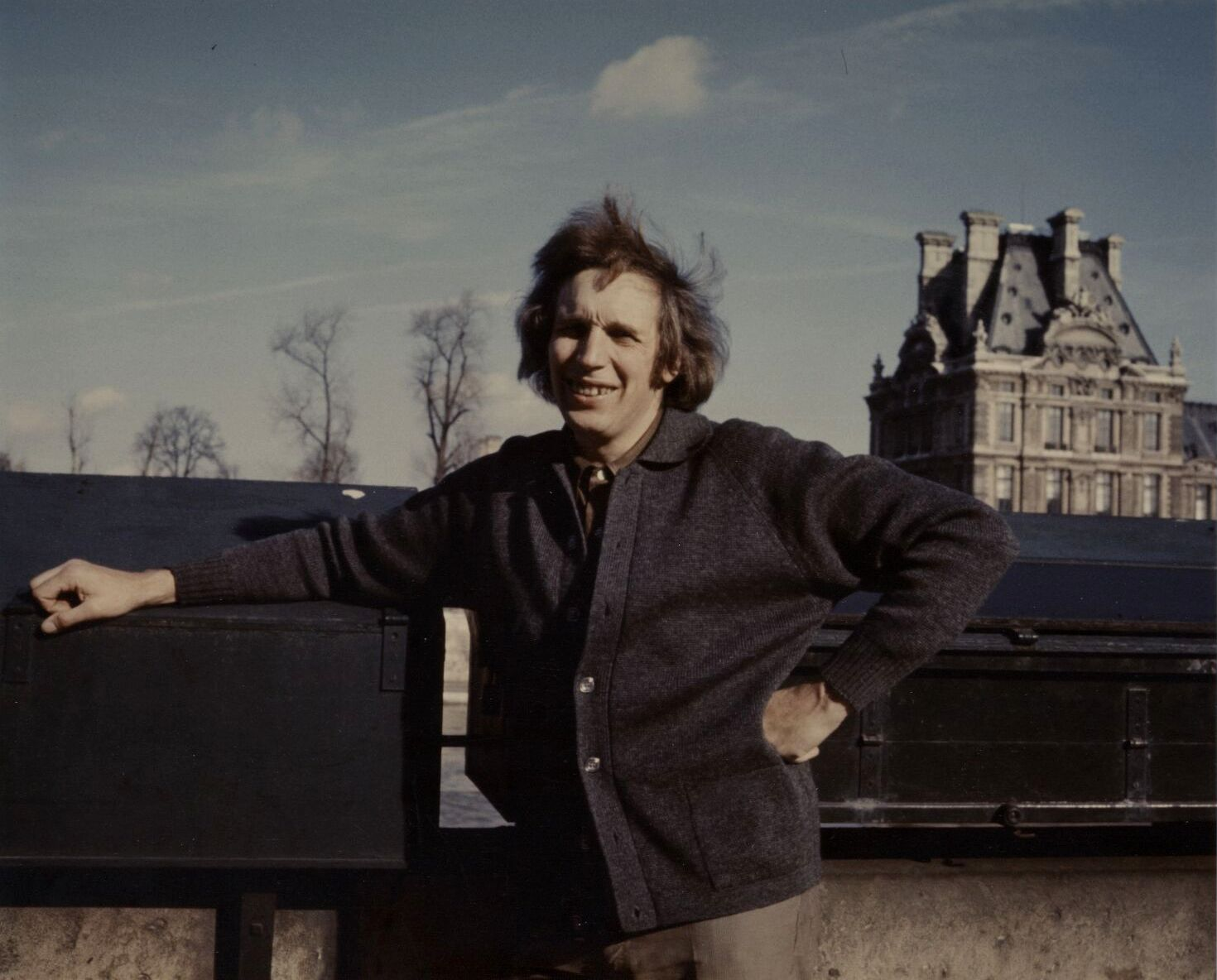
Claude Barbier in 1977

Claude (Claudio) Barbier (Etterbeek, 7 januari 1938 - Yvoir, 27 mei 1977) was een Belgisch alpinist van wereldfaam.
Hij verwierf deze reputatie door een groot aantal beklimmingen in de Dolomieten waarvan een eerste solobeklimming van de noordwand van de Westliche Zinne in 1959 en de beklimming van de vijf noordwanden van de Drei Zinnen op één dag in 1961 tot de belangrijkste wapenfeiten behoren.
Hij volbracht meer dan 650 beklimmingen waarvan 161 solo.
Claude Barbier kwam op 39-jarige leeftijd op de rotsen van Yvoir (nabij Dinant) om het leven.